# The Orb's Adventures Beyond the Ultraworld
The Orb's Adventures Beyond the Ultraworld este un album seminal de debut  concept de ambient house din 1991 compus de colectivul de muzică electronică The Orb. Cadrul album e constituit din două-ore de trip psihedelic prin genuri musicale și sisteme electronice de studio, produse pentru a "împinge pragul" de concert live scenic. Albumul dublu este o continuă compoziție progressive alcătuită din câteva piese de înaintare a calătoriei concept și copusă din sample-uri vocal și efecte sonore sound dispersate cu muzica originală. Există trei versiuni a acestui album, o ediție UK de 109:41 minute, un releases de 70:41 minute, ediție U.S. și o ediție reeditată de 182:05 minute, UK Deluxe Edition, ce a fost lansată la mijlocul lui 2006.

## Istorie
Lucrările The Orb au fost inițial mereu compuse individual de Alex Paterson, împreună cu numeroși și variați artiști ce au colaborat de-a lungul carierei de înregistrare a trupei. Set-urile chillout-ul de DJ lui Paterson de la sfârșitul anilor 80 și începutul anilor 90 la "Land of Oz" a lui Paul Oakenfold noaptea în clubul Heaven sunt considerate a fi legendare. și incluzând colaborări cu un alt pionier de ambient house, Jimmy Cauty, fondatorul trupei The KLF. Legat de aceste evenimente Paterson declară: 
| “ | "Noi cream melodii prin overdubbing și mixînd multiple piese iar apoi luând un mix pe opt canale (sau era de douăsprezece canale?) în Heaven, unindu-l la la trei deck-uri ([turntable]), o mulțime de CD playere, o mulțime de casete... și o țineam pe o notă foarte, foarte liniștită. Niciodată nu am utilizat tobe acolo. Ar fi fost, ca și, știi, efectele sonore BBC, chiar... patru sau cinci ore doar de dub reggae timpuriu... Pentru Toată Omenirea [un documentar despre misiunile Apollo ale NASA, cu o coloană sonoră de Brian Eno]. Aveam ecrane albe deci puteam rula de asemenea vizual. Aveam filme de amatori cu rațe în parc. Mergeam la orice. Era totul suprapus unul peste altul. " | ” |

Succesul ce a urmat prin single-urile de pe piață (incluzând "Tripping on Sunshine" din 1988, "Kiss EP" 1989 și  "Huge” 1989, creierul în continuă creștere ce conduce de la centrul Universului"), Paterson și Cauty au început sa lucreze la primul lor album, dar s-au despărțit în 1990 în urma unor contradicții legate de lansarea materialului The Orb la casa de discuri a lui Cauty KLF Communications.  În timp ce Cauty și-a lansat partea sa de album, planificată cu titlul Space și și-a reluat parteneriatul cu Bill Drummond ca The KLF, Paterson a mers mai departe spre noua sa colaborare "Little Fluffy Clouds" în Toamna lui 1990, cu Youth de la Killing Joke's. Piesa a fost înregistrată de unInginer de studio de 18 ani și viitorul colaboratorul al  Orb, Kris "Thrash" Weston.
În Aprilie 1991, The Orb lansează The Orb's Adventures Beyond the Ultraworld pentru o audiență familiară cu single-urile lor semnificaive și câteva sesiuni radio la John Peel. Albumul a fost primit de Marea Britanie și Europa cu aclamație de către critici. În Topul Britanic albumul a atins poziția #29. La mijlocul anului ’91, The Orb a semnat pentru lansarea albumului în S.U.A., dar a fost forțată să editeze dublul CD de 109:41, edișie UK, la o durată de 70:41 minute, pe un CD. Versiunea completa pe dublu CD și casetă au fost lansate mai târziu în S.U.A. de către Island.

## Recepția critică
- Melody Maker (12/91) – Poziția #22 în lista  Melody Maker pentru Top 30 Albume din 1991[10] - "...unul din cel mai unic sunet al anului..."
- NME (10/2/93, p. 29) – Poziția #45 în lista Scriitorilor NME `Cel Mai Grandios Album Al Tuturor Timpurilor.'[11]
- Alternative Press (7/95, p.116) - "...probabil cel mai influent release [the Orb]. O combinație de ritmuri ușoare, spații inter-stelare, și învârtire aleatorie de knob-uri, ADVENTURES BEYOND THE ULTRAWORLD a planat în mințile noastre cu un țipăt ambient neauzit de  la prima experimentare a conceptului de către Eno..."
- Q (11/96, p.155) - 3 Stele (din 5) - "...[acest] album de debut din 1991...are toate macanismele mărcii fabricii The Orb la locul potrivit: zgomotele de elicopter, sample-uri vocale, felii de dub, bruște inmuieri de zgomot apparent aleatoriu, titluti absurde... și piese foarte lungi..."[necesită citare]
- Spin (9/99, p.160) – Poziția #82 în Topul "90 Greatest Albums of the '90s" al revistei Spin  [12]
- Muzik (2/02) – Poziția #7 în revista Muzik Top 50 Dance Albums if All time[13]
- Pitchfork (2003) - Poziția #100 în Top 100 records of the 1990s " al Pitchforks ... supreme de hipnotizant ... simultan destul de lichid pentru a te adormi și destul de înspăimântător pentru a te  trezi nervii"[14]
- Slant Magazine (2003) - Poziția #4 în The 25 Greatest Electronic Albums of the 20th Century al revistei Slant  [15]

## Lista pieselor

### Ediție UK

#### Partea unu
1. (earth orbit one) "Little Fluffy Clouds" (A. Paterson/Martin Glover) – 4:27
2. (earth orbit two) "Earth (Gaia)" (A. Paterson/K. Weston) – 9:48
3. (earth orbit three) "Supernova at the End of the Universe" (A. Paterson/S. Hillage/M. Giraudy) – 11:56

#### Partea doi
1. (lunar orbit four) "Back Side of the Moon" (A. Paterson/S. Hillage/M. Giraudy) – 14:15
2. (lunar orbit five) "Spanish Castles in Space" (A. Paterson/J. le Mesurier/G. Pratt) – 15:05

#### Partea trei
1. (ultraworld probe six) "Perpetual Dawn" (A. Paterson/E. Maiden) – 9:31
2. (ultraworld probe seven) "Into the Fourth Dimension" (A. Paterson/A. Falconer/P. Ferguson) – 9:16
3. (ultraworld probe eight) "Outlands" (A. Paterson/T. Fehlmann) – 8:23

#### Partea patru
1. (ultraworld nine) "Star 6 & 7 8 9" (A. Paterson/Tom Green/Hugh Vickers) – 8:10
2. (ultraworld ten) "A Huge Ever Growing Pulsating Brain That Rules from the Centre of the Ultraworld (Live Mix Mk 10)"(A. Paterson/J. Cauty/M. Riperton/R. Rudolph/S. Darlow/S. Lipson/B. Woolley/T. Horn) – 18:49

### Ediție US

#### Partea unu
1. "Little Fluffy Clouds" – 4:27
2. "Earth (Gaia)" – 9:49

#### Partea doi
1. "Supernova at the End of the Universe" – 11:55
2. "Perpetual Dawn (Solar Youth Mix)" (A. Paterson/E. Maiden/J. Nelson/S. Phillips/Martin Glover) – 3:48

#### Partea trei
1. "Into the Fourth Dimension" – 9:14
2. "Outlands" – 8:20
3. "Star 6 & 7 8 9" – 4:22

#### Partea patru
1. "A Huge Ever Growing Pulsating Brain That Rules from the Centre of the Ultraworld (Live Mix Mk 10)" – 18:47

### UK: 2006 Ediția Deluxe re-editată

#### Disc unu
1. "Little Fluffy Clouds" – 4:27
2. "Earth (Gaia)" – 9:48
3. "Supernova at the End of the Universe" – 11:56
4. "Back Side of the Moon" – 14:15
5. "Spanish Castles in Space" – 15:05

#### Disc doi
1. "Perpetual Dawn" – 9:31
2. "Into the Fourth Dimension" – 9:16
3. "Outlands" – 8:23
4. "Star 6 & 7 8 9" – 8:10
5. "A Huge Ever Growing Pulsating Brain That Rules from the Centre of the Ultraworld (Live Mix Mk 10)" – 18:49

#### Disc trei
1. "A Huge Ever Growing Pulsating Brain That Rules from the Centre of the Ultraworld [Peel Session]" – 20:14
2. "Perpetual Dawn [Ultrabass II]" – 7:12
3. "Little Fluffy Clouds [Cumulo Nimbus Mix]" – 6:39
4. "Back Side of the Moon [Under Water Deep Space Mix]" – 8:42
5. "Outlands [Fountains of Elisha Mix]" – 8:39
6. "A Huge Ever Growing Pulsating Brain That Rules from the Centre of the Ultraworld (Aubrey Mix Mk 11)" – 7:13
7. "Spanish Castles in Space [Extended Youth Mix]" – 13:39

- Piesa 3 mixată de Pal Joey
- Piesa 4 mixată de Steve Hillage
- Piesa 5 mixată de Ready Made
- Piesa 6 mixată de Jimmy Cauty & Dr Alex Patterson
- Piesa 7 mixată de Youth

## Detaliile pieselor

### Instrumentație și sample-uri
- "Little Fluffy Clouds":
  - Un sample vocal al lui John Waite, prezentatorul emisiunii Face the Facts ("De-a lungul ultimilor ani, la sunetele tradiționale tipice unei veri englezești, sunetul monoton al mașinei de tuns gazonul, pocnitura pielii pe salcie, au fost adăugate zgomote noi.")
  - "A Conversation with Rickie Lee Jones" de Rickie Lee Jones, un interviu din CD-ul  promoțional ce a apărut cu câteva copii ale albumului său Flying Cowboys. Acest sample a fost subiectul litigiului.
  - "Electric Counterpoint: III. Fast" de Steve Reich, interpretat de Pat Metheny
  - "Man with a Harmonica" de Ennio Morricone
- "Earth (Gaia)"
  - Dialog de Max von Sydow și Peter Wyngarde din filmul Flash Gordon
  - Sample vocal din aterizarea pe luna a navei Apollo 11 din documentarul For All Mankind
  - Hendrick Van Dyke din Family Bible Reading Fellowship citind Book of Amos 9:13-15
  - În jurul minutului 6:18 din piesă, text vorbit în Lituaniană; acesta e un pasaj despre "semnarea unui tratat cu partidul comunist din Azerbajan."
- "Supernova at the End of the Universe"
  - "Synthetic Substition" de Melvin Bliss
  - Diverse instrucții din zborul Apollo 11 și Apollo 17 din documentarul NASA For All Mankind.
  - Diverse sample-uri NASA
  - Un sample vocal al lui Slim Pickens strigând "Yahoo!" din filmul Dr. Strangelove or: How I Learned to Stop Worrying and Love the Bomb
- "Back Side of the Moon"
  - Diverse sample-uri NASA
  - Un sample vocal din albumul Some Product: Carri on Sex Pistols de Sex Pistols.
- "Spanish Castles in Space"
  - "Spartacus Love Theme" de Bill Evans
- "Perpetual Dawn"
  - "Peppermint Twist" de Joey Dee and the Starlighters
- "Into the Fourth Dimension"
  - Un pasaj vocal din "Miserere" de Gregorio Allegri.
  - Un pasaj din a 2 Parte a Concertului de vioară "L'amoroso" în E major, RV271 de Antonio Vivaldi.
- "Outlands"
  - "Abu Zeluf" de Dunya Yunis
  - "Blackboard Jungle Dub" de Lee "Scratch" Perry
  - "A Conversation with Rickie Lee Jones" de Rickie Lee Jones, un interviu din CD-ul  promoțional ce a apărut cu câteva copii ale albumului său Flying Cowboys. Acest sample a fost subiectul litigiului.
  - "Autobahn" și "Trans-Europe Express" de Kraftwerk.
  - Obucată de sunet de orgă din sintetizatorul Casio CZ-101
- "A Huge Ever Growing Pulsating Brain That Rules from the Centre of the Ultraworld"
  - "Lovin’ You" de Minnie Riperton
  - "Slave to the Rhythm" de Grace Jones
- Dub- ambianțe influențate
- Coloanele sonoreBBC Radiophonic Workshop
- Pionierii ambient din anii ‘70 Brian Eno, Steve Hillage, și Pink Floyd
- Chicago house de Larry Heard

## Colaboratori

### Muzicieni și ingineri
- Alex Paterson
- Jimmy Cauty
- Steve Hillage
- Miquette Giraudy
- Trevor Horn
- Andy Falconer
- Thomas Fehlmann
- Youth
- Kris "Thrash" Weston
- Guy Pratt
- Steve Lipson
- Simon Darlow
- Richard Rudolph
- Eddie Maiden
- Jeffrey Nelson
- Simon Phillips de la Prayerbox
- Greg Hunter
- dr tim russell
- Tom Green Arhivat în 7 mai 2008, la Wayback Machine. (Another Fine Day)

### Sample-uri
- Minnie Riperton
- Rickie Lee Jones
- Psychic TV
- Steve Reich
- Grace Jones
- Ennio Morricone
- Bernard Woolley

### Influențe
- Jimmy Cauty
- Pink Floyd
- Brian Eno

## Istoria release-ului
| Anul | Tip | Casa de discuri     | Catalog      |
| ---- | --- | ------------------- | ------------ |
| 2006 | CD  | Island/Universal    | 948 002-2    |
| 1994 | CD  | Big Life/Island Red | 535005       |
| 1994 | CS  | Big Life/Island Red | 535005       |
| 1994 | CD  | Big Life            | BRDCD5       |
| 1991 | CD  | Big Life            | 314-511034-2 |
| 1991 | CS  | Big Life            | 314-511034-4 |
| 1991 | CD  | Big Life            | 511034       |
| 1991 | CS  | Big Life            | 511034       |

## Detaliile înregistrării
- The Coach House, Londra.
- Do Not Erase, Londra.
- Marcus Studios, Londra.
- Soho, Londra.
- Mit Cafe.
- Studioul Berwick Street, Londra.
- Brixton, Southside.
- Outer Space, inner space
- Trancentral, Londra. Studioul lui Cauty/KLF

## Citări
- Atribuții critice din CDUniverse
- Sample attributions from Babylon and Ting
- Istoria release-uluide la allmusic
- Toop citează din David Hedges